# Friedrich Barthel (Volkskundler)
Friedrich Hartwig Barthel (* 30. August 1903 Falkenstein/Vogtland; † 14. Juli 1989 in Waren (Müritz)) war ein deutscher Heimatforscher, Volkskundler, Mundartforscher und Mundartdichter. Bekannt wurde er durch seine unter anderem in französischer Kriegsgefangenschaft entstandenen Mundartdichtungen und Artikel über Heimat- und Sprachgeschichte.

## Leben

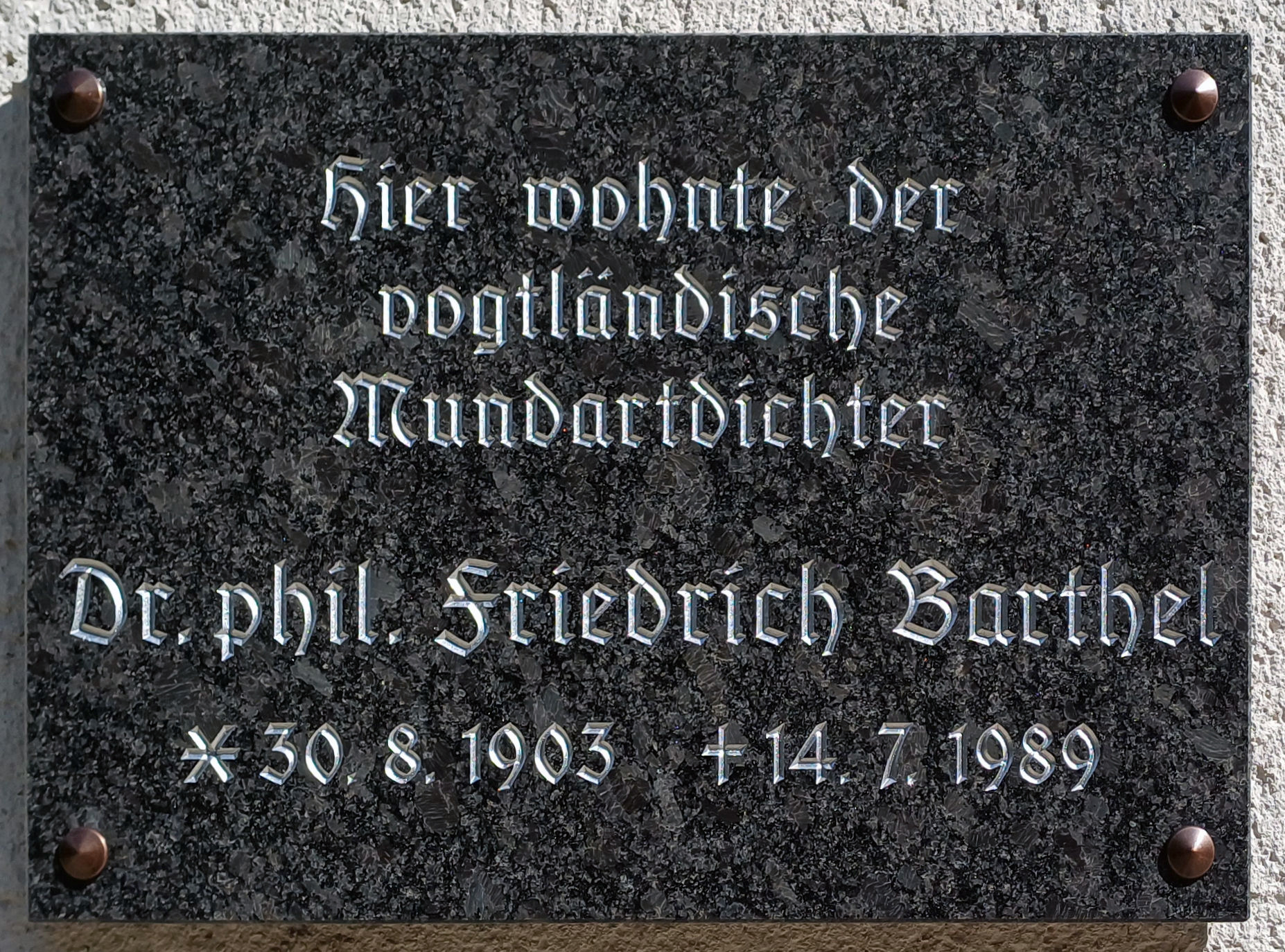
Gedenktafel am Haus, Auerbacher Straße 13, in Falkenstein/Vogtl.

Er besuchte das Lehrerseminar in Auerbach und begann 1924 in Rebesgrün und Poppengrün als Aushilfslehrer zu unterrichten. Ab 1927 studierte er Germanistik, Geschichte, Französisch und Pädagogik an der Universität Leipzig. 1932 wurde er bei Theodor Frings und Fritz Karg mit dem Thema Der vogtländisch-westerzgebirgische Sprachraum promoviert. Danach nahm er den Schuldienst wieder auf, bis dieser durch den Zweiten Weltkrieg unterbrochen wurde. Der Krieg endete für ihn mit einjähriger Kriegsgefangenschaft in Frankreich. Nach seiner Rückkehr nach Falkenstein war er zunächst als Dachdecker und ab 1953 wieder als Berufsschullehrer tätig. 1968 trat er in den Ruhestand.

## Wirken
In französischer Kriegsgefangenschaft begann er Mundartdichtungen zu schreiben. In den Nachkriegsjahren widmete er sich außerdem der Volkskunde. Er leitete zeitweilig das Heimatmuseum in Falkenstein und widmete sich dann der Schnitzergruppe Falkenstein, wo er zur Popularisierung der vogtländischen Sagengestalt des Moosmanns beitrug. Nach dem Renteneintritt gründete Barthel das „Folklorezentrum Erzgebirge/Vogtland“ in Schneeberg und einen ehrenamtlich tätigen wissenschaftlichen Beirat zur erzgebirgischen und vogtländischen Folklorepflege. Er war redaktionell im Kulturspiegel Auerbach tätig und schrieb insgesamt über 300 Artikel zu Heimatgeschichte und Sprachgeschichte, insbesondere der Mundartforschung. In seinen Beiträgen beschäftigte er sich mit Festen und Bräuchen, Volkskunst, Sagen, Liedern und Tänzen, aber auch mit Siedlung, Handwerk, Bergbau, Nahrungswesen, Volkstracht, Namenkunde. Für seine Verdienste erhielt er 1962 die Johannes-R.-Becher-Medaille in Silber, 1968 die Ehrennadel „Für heimatkundliche Leistungen“ in Gold und den Kulturpreis „Kurt Barthel“ des Bezirks Karl-Marx-Stadt.

## Werke (Auswahl)
- Der vogtländisch-westerzgebirgische Sprachraum. Kulturgeographische Untersuchungen zum Grenzproblem. Dissertation Leipzig 1932, Halle 1933.
- mit Manfred Blechschmidt (Hrsg.): Stimmen der Heimat. Dichtungen in erzgebirgischer und vogtländischer Mundart von den Anfängen bis zur Gegenwart. Leipzig 1960.
- Alleweil höhauf. Ein heiteres Lese- und Vortragsbuch in vogtländischer Mundart. Verlag Friedrich Hofmeister, Leipzig 1967

## Ehrungen
- 1938: Ehrengabe des sächsischen Staates für volkskundliches Schrifttum und heimatgebundene Volkslieder[3]